# Contea di Nicholas (Virginia Occidentale)
La contea di Nicholas è una contea della Virginia Occidentale, negli Stati Uniti d'America. La popolazione al censimento del 2000 era di 26 562 abitanti, passati a 26 223 nel 2010. Il capoluogo di contea è Summersville.